# Elaeocarpus seramicus
Elaeocarpus seramicus är en tvåhjärtbladig växtart som beskrevs av Mark James Coode. Elaeocarpus seramicus ingår i släktet Elaeocarpus och familjen Elaeocarpaceae. Inga underarter finns listade i Catalogue of Life.